# 若代 (內布拉斯加州)
若代（英語：Joder），又名阿德利亞（Adelia），是位於美國內布拉斯加州蘇縣的非建制地區。

## 歷史
若代的郵局（名為阿德利亞）於1891年設立，其後於1910年停運。

## 地理
若代所處的海拔為高於海平面1137米（即3730英呎），而該地所採用的時區為UTC-7，即北美山地時區（MST）。同時該地設有夏令時間，為UTC-7調快一小時，即UTC-6（MDT）。